# Ajrat Iszmuratow
Ajrat Rafaiłowicz Iszmuratow (ros. Айрат Рафаилович Ишмуратов; tatar. Айрат Рафаил улы Ишмурат, ur. 28 czerwca 1973 roku) – rosyjski i kanadyjski kompozytor, dyrygent i klarnecista. Jest dyrygentem oraz kompozytorem w mającej siedzibę w Montrealu „Nouvelle Génération” Orkiestry Kameralnej, klarnecistą w mającej siedzibę w Montrealu klezmerskiej grupy Kleztory oraz profesorem na Uniwersytecie Laval w Quebecu, Kanada.

## Wczesne życie
Iszmuratow urodził się i wychował w Kazaniu, stolicy i największym mieście Republiki Tatarstanu, Rosja. Jest drugim dzieckiem Razimy Iszmuratowej (z d. Gatina) oraz Rafaiła Iszmuratowa. Uczył się gry na klarnecie w Muzycznej Szkole N3 w Kazaniu, w Wyższej Szkole Muzycznej w Kazaniu oraz w Konserwatorium Muzycznym w Kazaniu, które ukończył w 1996 roku.

## Kariera
W 1998 roku, Iszmuratow przeniósł się na stałe do Montrealu, Kanada, gdzie uzyskał tytuł magistra na Uniwersytecie w Montrealu, na którym studiował wraz z Andre Moisanem. Po tym założył Trio Muczyński wraz z Luo Di-Cello oraz Jewgienija Kirżner grającą na pianinie, grupa ta zdobyła pierwsze miejsce oraz główną nagrodę na Narodowym Festiwalu Muzyki (Kanada, 2002) oraz pierwsze miejsce na Ósmym Międzynarodowym Konkursie Muzyki Kameralnej w Krakowie (Polska, 2004).

### Dyrygent
Pierwsza pracą Iszmuratowa w roli dyrygenta, po uzyskaniu doktoratu z Dyrygentury Orkiestrą na Uniwersytecie w Montrealu (2005) była praca w orkiestrze kameralnej Les Violons du Roy w Quebecu, gdzie był asystentem dyrygenta Bernarda Labadie. Iszmuratow został powołany na stanowisko Dyrygenta Rezydenta w Orkiestrze Symfonicznej Quebecu, w której w latach 2009 do 2011 asystował izraelskiemu dyrygentowi i kompozytorowi Yoavowi Talmi. W 2011 roku, zastępując w ostatniej chwili Yuli Turovskiego, Iszmuratow poprowadził I Orkiestrę Kameralną Muzyki Montrealu na wyjazdach do USA, Brazylii  oraz Peru. W październiku 2011 roku zadebiutował w Akademickiej Operze i Teatrze Baletowym Tatarstanu (Rosja) i został ponownie zaproszony do poprowadzenia opery Turandot Pucciniego oraz opery Rigoletto Verdiego w sezonie 2012-13 oraz na następnym objeździe po Europie.

### Kleztory

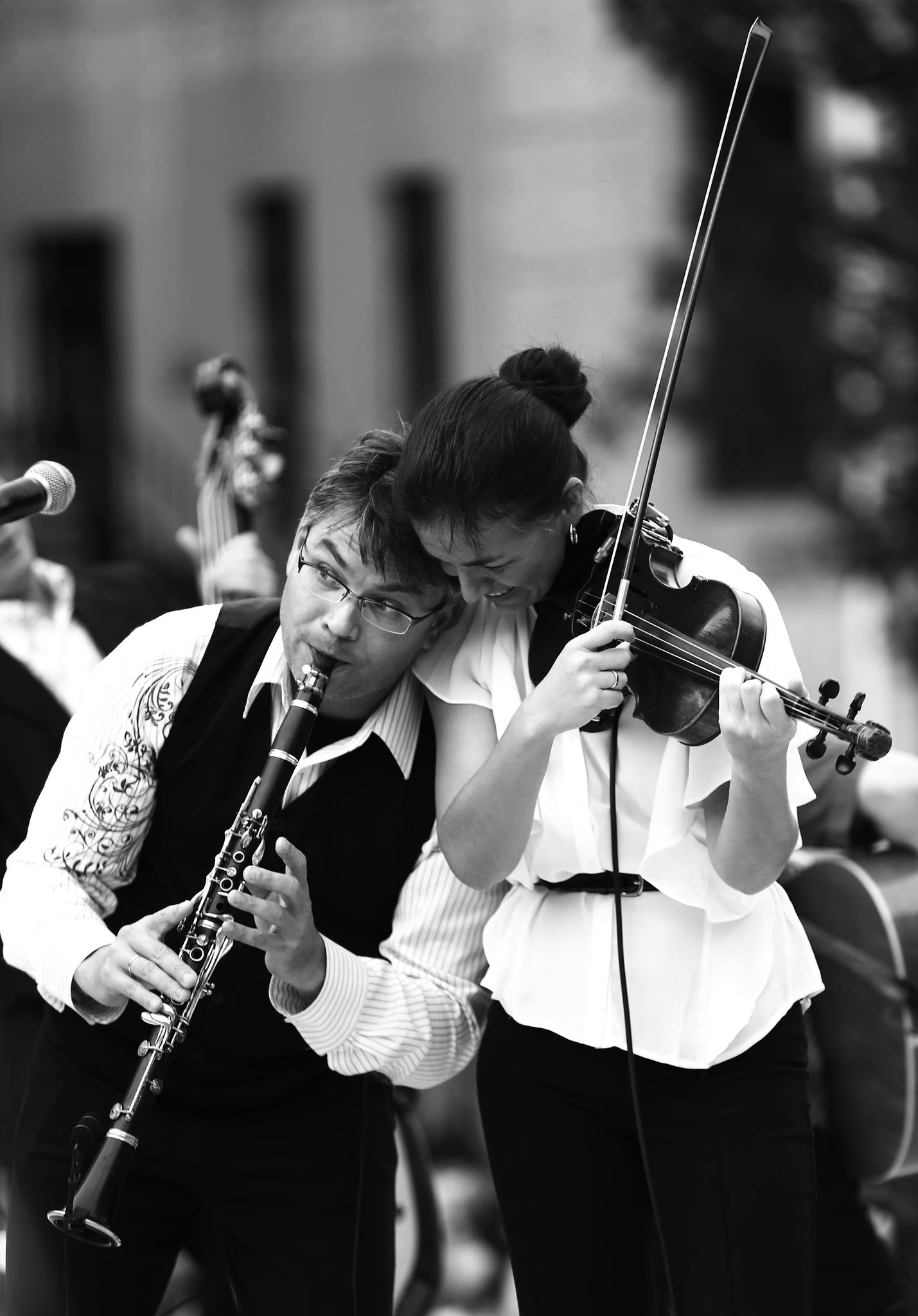
Ajrat Iszmuratow i Elvira Misbakhova podczas występu zespołu Kleztory w Szanghaju, Chiny, Sierpień 2013

W 2000 roku,  Iszmuratow dołączył do grupy klezmerskiej Kleztory, w której obecnie gra na klarnecie, komponuje i aranżuje. W 2012 roku Kleztory był jedynym kanadyjskim uczestnikiem, który wziął udział w 3 Międzynarodowym Festiwalu Muzyki Żydowskiej w Amsterdamie. Wygrali też główną nagrodę Klezmer Fürth na Festiwalu Muzyki Klezmerskiej w 2013 roku w Fürth, Niemcy.

### Kompozytor
Muzyka Ajrata Iszmuratowa była wykonywana przez wiele zespołów i muzyków w krajach na całym świecie, w tym przez Maksima Wiengierowa, Orkiestrę Symfoniczną Quebecu, Orkiestrę Metropolitańską, Orkiestrę Symfoniczną Taipei, Les Violons du Roy, New Orford String Quartet, Yuli Turovskiego oraz przez kameralną orkiestrę I Musici de Montreal jak również Kameralną Orkiestrę Polskiego Radia „Amadeus”.
Iszmuratow został uznany za Kompozytora Rezydenta w 2012 roku na „Concerts aux îles du Bic”, w 2013 roku wybrany na Kompozytora Lata w Centrum Sztuki Orfordu oraz Kompozytorem Lata w 2015 roku na 17 edycji Klasycznego Festiwalu Hautes-Laurentides. Od 2010 roku Iszmuratow jest Kompozytorem w Kanadyjskim Centrum Muzyki.

## Dyskografia
- Muzyka Klezmerska, Kleztory (2002)
- Barber, Copland, Britten, Bruch, Kameralna Orkiestra La Primavera w Kazaniu, AK Bars (2002)[24]
- Klezmer, Kleztory, Yuli Turovsky oraz Orkiestra Kameralna I Musici de Montreal, Chandos Records (2004)
- Nomade, Kleztory, Zwycięzca głównej nagrody Opus w 2007 roku, Amerix (2007)[25]
- Shostakovich, Weinberg, Ichmouratov, Orkiestra Kameralna I Musici de Montreal, Analekta (2008)[26]
- Symfonia, Orkiestra Symfoniczna Quebecu Le Vent du Nord, CBC (2010)[27]
- Carte Postale, Alcan Quartet, ATMA Classique (2011)[28]
- Beethoven, Koncert Skrzypcowy (kadencja wirtuozerska Ichmouratov), Symfonia Nr 7, Alexandre Da Costa, Orkiestra Symfoniczna Taipei, Warner Classics (2013)[29]
- Arrival, Kleztory, Amerix (2014)
- Melodies of Nations, Romic – Moynihan Duo, Hedone Records (2017)[30]
- Letter From an Unknown Woman, Three Romances for Viola, Concerto Grosso No. 1 – Belarusian State Chamber Orchestra, Evgeny Bushkov, Chandos (2019)[31]
- Youth' Overture, Maslenitsa Overture, Symphony, Op.55 'On the Ruins of an Ancient Fort' – Orchestre de la Francophonie, Jean-Philippe Tremblay, Chandos (2020)[32]
- Momentum, Kleztory - Chandos (2020)[33]
- Julia MacLaine – Preludes, Analekta (2022)[34]
- Ichmouratov: Koncert na altówkę nr 1 / Koncert fortepianowy – London Symphony Orchestra, Airat Ichmouratov conductor, Chandos (2023)[35]